# Giorgio Merula
Giorgio Merula, propriamente Giorgio Merlani di Negro, nome umanistico Georgius Merula Alexandrinus (Alessandria, 1430 – Milano, 13-14 marzo 1494), è stato un filologo, storico e umanista italiano.

## Biografia

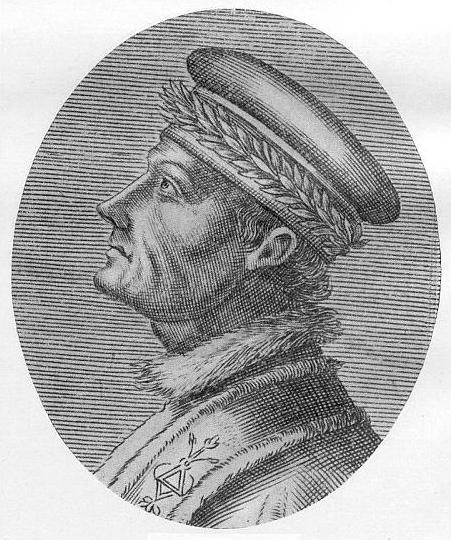
L'umanista Francesco Filelfo

Giorgio Merlani nacque ad Alessandria da nobile famiglia sul finire del 1430. Studiò a Milano dal 1444 al 1446 sotto la guida di Francesco Filelfo, di cui divenne successivamente avversario fra i più fieri, attaccandolo nella In Filelphum a causa di una critica filologica del primo nei confronti dell'allievo; poi si spostò a Padova e a Venezia. Dal 1460/61 cominciò ad insegnare a Mantova e, dal 1465, quindi a Venezia, dove aprì una scuola privata molto frequentata per poi insegnare in quella prestigiosa di San Marco. Qui incontrò il grecista Giorgio Valla, che Merula convinse ad insegnare greco. Su invito di Ludovico il Moro si trasferì a Pavia, dove risiedette dal 1483 al 1485 insegnando nello Studium locale, e quindi a Milano presso l'Accademia, dove rimase fino al 1494, anno della sua morte.
Fra i suoi allievi si annoverano Baldassare Castiglione, Taddeo Ugoleto e Tristano Calco; quest'ultimo ereditò anche la biblioteca del maestro e si dedicò a proseguirne l'opera storiografica. Attaccò violentemente Poliziano (In Politianum), accusandolo di aver plagiato i suoi scritti nei Miscellanea; laddove invece si trattava di testi originali, ne confutava la correttezza.

## Opere

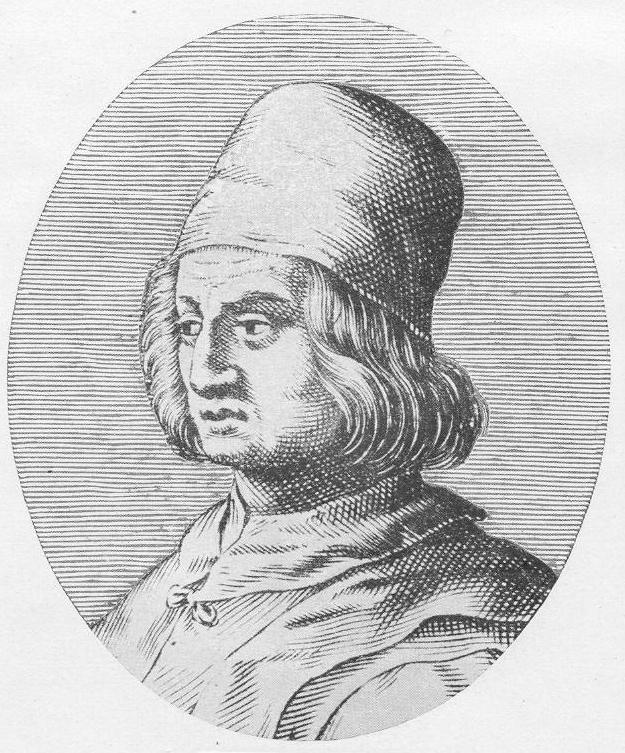
Agnolo Poliziano, poeta ed umanista

Uno degli interessi principali di Merula fu l'edizione ed il commento di classici latini e greci: pubblicò l'editio princeps di Plauto (1472), lavorò sugli Scriptores rei rusticae, su Catone il vecchio, Varrone, Columella, Palladio e Marziale; e ancora Cicerone (De finibus bonorum et malorum), Ausonio, Giovenale, Curzio Rufo, Quintiliano. Dal greco tradusse le Vite di Nerva, di Traiano e di Adriano redatte da Dione Cassio compendiato da Giovanni Xifilino.
Ludovico il Moro lo incaricò di redigere una storia della famiglia Visconti (Antiquitates Vicecomitum o Historia Vicecomitum), dandogli il permesso di consultare la biblioteca e l'archivio visconteo di Pavia. Merula, però, non la completerà mai: si fermò infatti alla battaglia di Parabiago del 1339, più di cent'anni prima che la dinastia si estinguesse con Filippo Maria (1447). In relazione a quest'opera, Merula consultò anche la Commedia di Dante, cercando di indagare, a partire dai versi 73-75 del canto VIII del Purgatorio, l'identità della sposa di Galeazzo I Visconti (Beatrice d'Este) e i motivi della critica aspra che il poeta fiorentino fa nei confronti del signore di Milano.
Scrisse infine una narrazione dell'assedio turco di Scutari (Bellum Scodrense), composta nel settembre 1474; la fortezza sarebbe poi caduta nelle mani degli Ottomani nel gennaio 1479.
Si dedicò inoltre alla ricerca di manoscritti greci e latini; presso il monastero di Bobbio, nel 1493, l'allievo Giorgio Galbiate ebbe la ventura di scoprirne un numero cospicuo, sebbene la morte abbia troncato il suo desiderio di pubblicarne i testi.